# Adob
|  | Aquest article tracta sobre els fertilitzants agrícoles. Si cerqueu la tècnica per a netejar i preparar la pell dels animals, vegeu «adoberia». |

Un fertilitzant o adob, és des de l'accepció agrícola de la paraula, qualsevol substància que conté un o diversos elements químics necessaris per a la nutrició dels conreus i que s'aporta als vegetals, via foliar o radicular, per incrementar la seva productivitat o qualitat. Els fertilitzants poden ser d'origen orgànic o mineral, i també combinacions d'aquests dos tipus. Els elements químics que els vegetals extreuen en més gran quantitat del substrat, per tal de subvenir a llurs necessitats sintetitzadores, són els anomenats macronutrients; els principals dels quals són el nitrogen, el fòsfor i el potassi, i sovint s'inclou en aquest grup el calci.

## Història de l'adob
A l'antic Egipte el llim dipositat en les avingudes naturals del riu Nil era el seu fertilitzant natural i gratuït que no calia aplicar sinó tan sols aprofitar amb les crescudes anuals.
A les terres negres tipus txernozem molt riques en humus de l'estepa subhumida no calia aplicar adob per la gran quantitat de nutrients que contenien aquests sòls dins la gran quantitat de matèria orgànica acumulada i que anualment es mineralitzava.
A la majoria de terres s'aplicava fem o es feien els anomenats formiguers o boïga (restes vegetals barrejades amb terra i cremades). Sovint es feia una artiga a partir d'un bosc i s'utilitzava el poder fertilitzant de la vegetació llenyosa que s'havia destruït. Aquesta pràctica encara perdura en força zones tropicals.
A partir del segle xix s'estudiaren científicament les bases de la fertilització i a partir d'aleshores es van aplicar adobs obtinguts per síntesi química al costat dels adobs orgànics.
La generalització de l'ús exclusiu d'adobs químics o l'aplicació en excés d'adobs orgànics molt solubles procedents d'explotacions intensives ramaderes ha provocat la contaminació, en moltes zones de les aigües subterrànies mentre en altres es perd gran part del percentatge en matèria orgànica que davalla per sota de l'1%.
Per tal d'intentar arranjar els problemes mediambientals arreu s'han generalitzat manuals de bones pràctiques agràries en l'adobat.

## Principis de fertilització

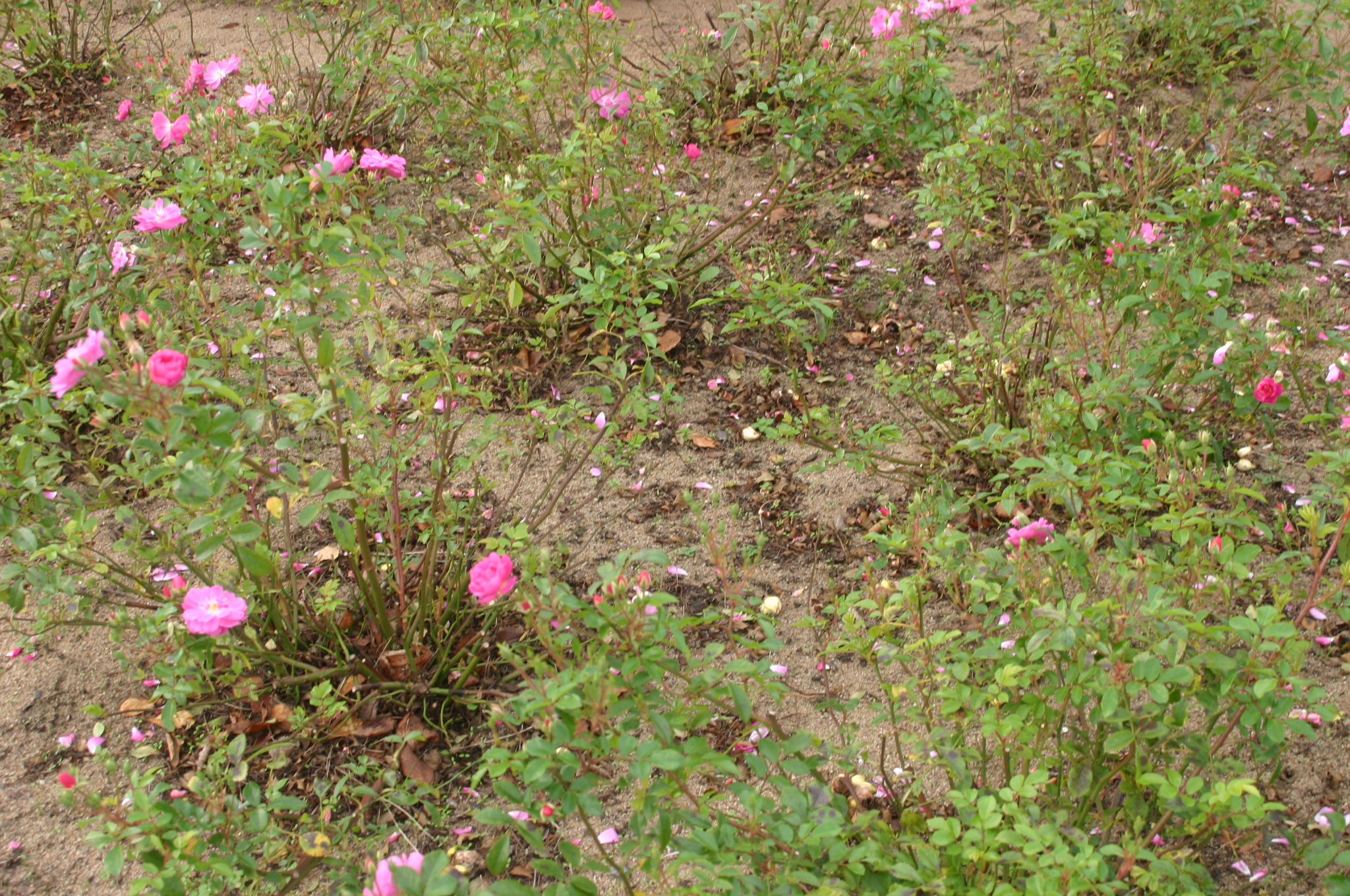
Cultiu de roses sense addició de fertilitzant

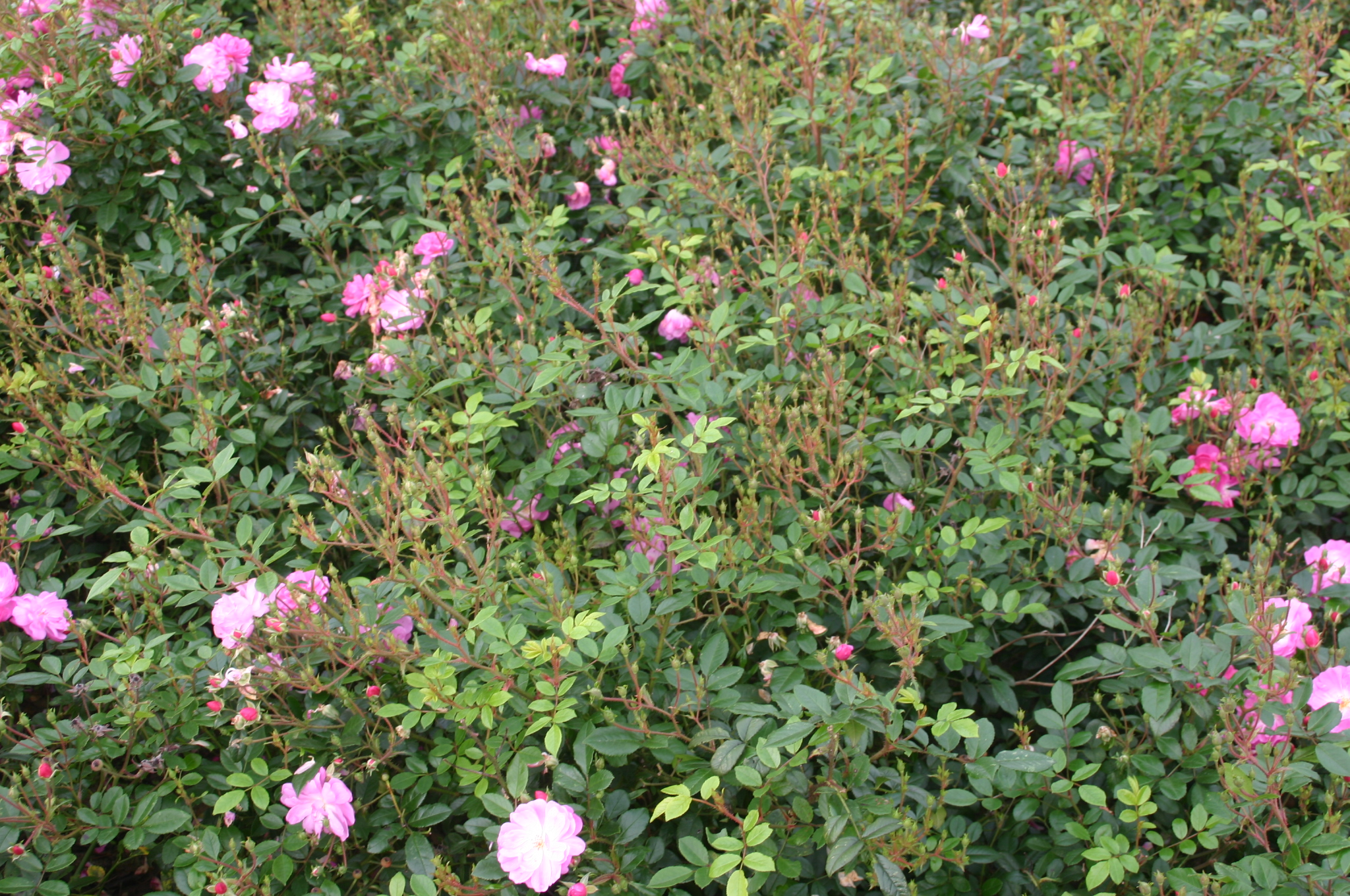
Cultiu de roses amb fertilitzant

En el medi natural, els elements continguts en els fruits i fulles tornen a terra un cop aquests cauen i es descomponen, o en forma d'excrements dels animals herbívors i frugívors. Però en el cas dels conreus, les collites surten per a no tornar i el terra es va empobrint amb el pas dels anys. Per això la fertilització és necessària si es volen mantindre les bones collites al llarg dels anys.
Els principals elements presents a les plantes són el carboni, l'hidrogen i l'oxigen, que obtenen de l'aire i l'aigua. Darrere d'aquests estan els principals elements fertilitzants, el nitrogen, el fòsfor, i el potassi. A partir d'aquí les necessitats d'altres elements, com ara magnesi, calci o sofre és menor. Finalment hi ha els anomenats microelements, com ara el ferro, el zinc, el manganès, el coure, etc.
El fet que les plantes precisin un determinat element en quantitats molt petites no vol dir que aquest element sigui prescindible, pel que a vegades la manca d'un microelement pot determinar el rendiment de tota la collita. Se'n diu element limitant.

## Tipus d'aplicació
La primera classificació a fer és segons l'estat físic: sòlid o líquid, que determina el tipus d'aplicació.
En el cas dels sòlids poden distingir-se entre els productes fàcilment solubles, solubles, i d'alliberació lenta. En el darrer cas, l'alliberació lenta pot ser deguda a processos físics com una capa protectora. La raó dels adobs d'alliberació lenta és evitar que els elements es perdin abans que les plantes els puguin aprofitar.
Els fertilitzants líquids poden ser emprats en fertirrigació, sense haver de diluir manualment el fertilitzant en tancs abans d'incorporar-los al sistema automàtic, i en polvorització foliar.
Les aplicacions poden ser:
- Superficial. Per exemple en l'adobat de cobertora en cereals. S'utilitzen màquines adobadores centrífugues o bé es fa manualment.
- Localitzat en profunditat amb una llaurada cosa que evita la volatilització del nitrogen i facilita l'acció d'elements poc mòbils com el fòsfor
- Injectat a la terra amb màquines especials (en el cas d'aplicar gas amoni com a font de nitrogen).
- Fertirrigació. Els fertilitzants s'apliquen dissolts en l'aigua de reg, ja sigui en reg per degoteig (el més habitual) com en sistemes d'aspersió, i fins i tot (tot i que més excepcionalment) a les boqueres en reg a tesa.
- Adobat foliar. Aquest sistema s'utilitza bàsicament per aplicacions de carències de microelements (o micronutrients), bé pel fet que no estan presents a la terra en prou quantitat, o que estan en una forma química insoluble que les plantes no poden aprofitar encara que s'apliquessin en fertirrigació (les condicions del terra propicien la conversió a formes insolubles).

## Tipus d'adob

### Adobs orgànics o naturals

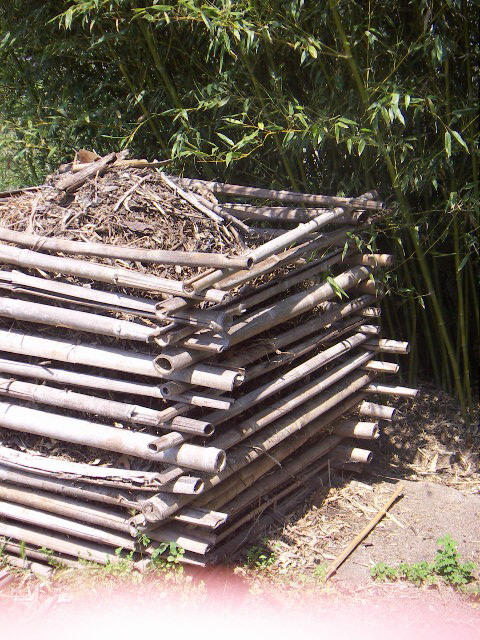
Compost (fertilitzant orgànic)

Els adobs naturals són d'origen orgànic bé d'origen animal, vegetal o mixt; dejeccions d'animals, aigües fecals, fangs de depuradora, fems, restes vegetals i els anomenats adobs verds (conreus destinats a ser colgats amb terra), s'han emprat tradicionalment i són coneguts des de l'antiguitat. Els adobs orgànics passen per una fase prèvia de mineralització a fi que els elements necessaris a les plantes que contenen puguin solubilitzar-se. Aquest és un procés complex en el qual intervé activament la població bacteriana del sòl. Els adobs naturals d'origen orgànic contenen quantitats relativament petites de nitrogen, fòsfor i potassi, cosa que queda parcialment compensada per la gran quantitat que se'n fa servir, a partir de 10.000 kg per ha. A més poden proporcionar substàncies diverses afavoridores de la vida microbiana i milloren la textura de les terres i afavoreixen la capacitat de retenció d'aigua.

### Adobs minerals
Els adobs minerals, sintètics o inorgànics van aparèixer el segle xix arran dels treballs de Justus von Liebig i no han deixat d'evolucionar des dels nitrats naturals de Xile i Noruega fins als adobs d'alliberament lent actuals. Són d'acció més o menys directa per tal com forneixen al sòl substàncies directament assimilables per les plantes o substàncies fàcilment transformables.
- Quan contenen un sol element dels elements químics que interessen els vegetals s'anomenen "adobs simples". Els nitrogenats forneixen nitrogen assimilable, en forma de nitrats o de derivats amoniacals; els fosfatats proporcionen el fòsfor en forma de fosfats o d'àcid o anhídrid fosfòric; i els potàssics forneixen el potassi en forma de sulfats o clorurs potàssics.
- La barreja de dos o més d'aquests adobs simples constitueix un "adob compost", el qual resol les exigències d'adobament d'un terreny si respon a una fórmula d'adobament correcta. De vegades, però, un sol producte ja conté més d'un element fertilitzant (nitrat o fosfat potàssic, per exemple), la qual cosa el converteix en "adob complex", la proporció relativa dels elements fertilitzats del qual és fixa. Per això la riquesa en nutrients en els adobs químics s'expressa amb tres nombres que corresponen als tres macronutrients principals assenyalats: l'anomenat 15:15:15 correspon a un producte amb 15% de nitrogen, 15% de fòsfor i 15% de potassi. En general són adobs de fàcil conservació pel seu escàs o nul caràcter higroscòpic especialment si es troben en grànuls. El nitrogen pot ser obtingut fàcilment de l'aire, mentre que el fòsfor i el potassi s'obtenen de mines, però el fòsfor podria ser una matèria primera molt limitada, car només n'hi ha a la Xina, a Florida, i al Sàhara Occidental (Bu Craa, que fou cedit per Espanya al Marroc, en un procés de descolonització) mentre que hi pot haver altres jaciments, però no s'han trobat o són inaccessibles per motius ecològics (Carolina del Nord, en el darrer cas).[3]

Ultra ser un dels factors principals responsables dels grans increments en els rendiments agrícoles provoquen la contaminació generalitzada de sòls i aigües.

### Organominerals
Com diu el seu nom, els adobs organominerals barregen els dos tipus d'adobs, els orgànics i els sintètics, per a obtindre els avantatges dels dos. Poden ser productes sòlids, però normalment són formulacions líquides riques en un o més elements i gran riquesa orgànica.

## Bioestimulants
Els anomenats bioestimulants són formulacions orgàniques que inclouen molècules amb propietats hormonals o que incideixen fortament en els processos biosintètics. És el cas de les formulacions que inclouen aminoàcids, àcids húmics o extracte d'algues marines. Hi ha molts altres productes bioestimulants d'origen natural o artificial, com els brasinolides o el triacontanol, per exemple.

## Biofertilitzants
Els biofertilitzants són substàncies que contenen microorganismes vius que colonitzen la rizosfera (l'interior de les arrels) de les plantes i en promouen el creixement. Són una alternativa a l'ús dels adobs químics i es creu que en poden reduir l'ús.
El nom pot dur a error, atès que són potenciadors de la fertilització (solubilitzen alguns elements presents a la terra), però, amb excepció dels fixadors de nitrogen, per ells mateixos no aporten elements minerals.
Són una alternativa per a reduir la quantitat d'adobs aportats, però cal saber menar-los, atès que contenint microorganismes són sensibles a les condicions mediambientals i a les substàncies químiques del terra (arribades per aplicació de plaguicides, per exemple).

## Estadístiques

Ús de fertilitzants (2018). De l'Anuari Estadístic 2020 de l'Alimentació i l'Agricultura Mundial de la FAO

La Xina s'ha convertit en el major productor i consumidor de fertilitzants nitrogenats mentre que Àfrica depèn poc dels fertilitzants nitrogenats. Els minerals agrícoles i químics són molt importants en l'ús industrial dels fertilitzants, que està valorat en aproximadament 200.000 milions de dòlars. El nitrogen té un impacte important en l'ús global de minerals, seguit de la potassa i el fosfat. La producció de nitrogen ha augmentat dràsticament des dels anys seixanta. El preu del fosfat i la potassa han augmentat des de la dècada de 1960, que és més gran que l'índex de preus al consum. La potassa es produeix al Canadà, Rússia i Belarús, que junts representen més de la meitat de la producció mundial. La producció de potassa al Canadà va augmentar el 2017 i el 2018 un 18,6%. Les estimacions conservadores indiquen que entre el 30 i el 50% dels rendiments dels cultius s'atribueixen a fertilitzants comercials naturals o sintètics. El consum de fertilitzants ha superat la quantitat de terres de cultiu als Estats Units.
Les dades sobre el consum de fertilitzants per hectàrea de terra de conreu l'any 2012 són publicades pel Banc Mundial. El diagrama següent mostra el consum de fertilitzants dels països de la Unió Europea (UE) en quilograms per hectàrea (lliures per acre). El consum total de fertilitzants a la UE és de 15,9 milions de tones per a 105 milions d'hectàrees de superfície cultivable. (o 107 milions d'hectàrees de terra cultivable segons una altra estimació). Aquesta xifra equival a 151 kg de fertilitzants consumits per hectàrea de terra cultivable de mitjana pels països de la UE.